# Gyermekreumatológia

## Gyermekreumatológia
A gyermekreumatológia tárgyalja a gyermekkori szisztémás autoimmun betegségeket, a különböző vaszkulitiszeket és az autoinflammációs szindrómákat, köztük a különböző periodikus láz szindrómákat.

## Mit jelent az autoimmunitás?
Az autoimmun (reumatikus) betegségek során a szervezet védekezőrendszere a saját szervek ellen fordul, így a különböző szövetekben (pl. az ízületekben, a bőrben, az izomban, a vesében, az agyban) kórokozó jelenléte nélkül gyulladás alakul ki, amely súlyos károsodáshoz vezethet. A autoimmun betegségeket szervspecifikus (lokalizált) és szisztémás betegségekre osztjuk.

## Gyermekkori autoimmun kórképek
A legfontosabb szisztémás autoimmun betegségek a juvenilis idiopátiás artritiszek (oligoartritisz, poliartritisz, szisztémás kezdetű artritisz, juvenilis spondilartropátia, pszoriázishoz és a gyulladásos bélbetegségekhez csatlakozó artritiszek) a szisztémás lupusz eritematózusz, a juvenilis dermatomiozitisz, a szisztémás és a lokalizált szkleroderma.

## A gyermekkori autoimmun betegségek előfordulása
Általánosan elterjedt tévhit, hogy a gyermekkori reumatológiai betegségek ritkák. Ezzel szemben a valóság az, hogy a juvenilis idiopátiás artritisz (JIA) miatt kialakult krónikus artritisz prevalenciája 1-2 / 1000 gyermek (16 éves kor alatt). Azonban még ez az általánosan elfogadott adat is alábecsülheti a valódi előfordulási gyakoriságot. Manners és munkatársai a JIA előfordulási gyakoriságát 4/1000-nek találták. Hazánkban valamivel meghaladja a 2,0 milliót a 18 évesnél fiatalabb gyermekek száma. Közülük 1 755 346 gyermek életkora kevesebb mint 16 év (Szociális Ágazati Információs Rendszer, demográfiai adatok, KSH, 2008). A fenti adatok alapján tehát legalább 1700 – 2000, de a valóságban vélhetően akár 5 - 8000 krónikus artritiszben szenvedő kiskorú gyermekkel számolhatunk.